# Кубок Испании по футболу 1931
Кубок Испании по футболу 1931 — 29-й розыгрыш Кубка Испании по футболу выиграл Атлетик Бильбао. Этот кубок стал одиннадцатым в истории команды.
Соревнование прошло в период с 14 апреля по 21 июня 1931 года.

## Результаты матчей

### 1/4 финала
| Команда 1  | Итог | Команда 2          | 1-й матч | 2-й матч |
| ---------- | ---- | ------------------ | -------- | -------- |
| Аренас     | 3:3  | Валенсия           | 2:2      | 1:1      |
| Реал Унион | 2:6  | Атлетик Бильбао    | 2:2      | 0:4      |
| Реал Бетис | 3:1  | Реал Мадрид        | 3:0      | 0:1      |
| Кастельон  | 2:3  | Депортиво Логроньо | 2:0      | 0:3      |

- Дополнительный матч

| Команда 1 | Счёт | Команда 2 |
| --------- | ---- | --------- |
| Аренас    | 2:1  | Валенсия  |

### 1/2 финала
| Команда 1          | Итог | Команда 2       | 1-й матч | 2-й матч |
| ------------------ | ---- | --------------- | -------- | -------- |
| Депортиво Логроньо | 3:12 | Атлетик Бильбао | 0:6      | 3:6      |
| Аренас             | 2:2  | Реал Бетис      | 2:1      | 0:1      |

- Дополнительный матч

| Команда 1 | Счёт | Команда 2  |
| --------- | ---- | ---------- |
| Аренас    | 2:1  | Реал Бетис |

### Финал
| 21 июня, 1931                      | \| Атлетик Бильбао \| 3:1 \| Реал Бетис \| \| Чирри 17′ · Роберто 38′ · Бата 54′ \| Голы \| Санц 57′ \| | Чамартин, Мадрид Зрителей: 20 000 |
| Атлетик Бильбао                    | 3:1 | Реал Бетис                        |
| Чирри 17′ · Роберто 38′ · Бата 54′ | Голы | Санц 57′                          |